# Neoplatycerus kemticus
Neoplatycerus kemticus is een vliesvleugelig insect uit de familie Encyrtidae. De wetenschappelijke naam is voor het eerst geldig gepubliceerd in 2002 door Trjapitzin & Triapitsyn.